# Коза-Велика
Коза-Велика (пол. Koza Wielka) — село в Польщі, у гміні Пежув Кемпінського повіту Великопольського воєводства.
Населення — 205 осіб (2011).
У 1975-1998 роках село належало до Каліського воєводства.

## Демографія
Демографічна структура станом на 31 березня 2011 року:
|          | Загалом | Допрацездатний вік | Працездатний вік | Постпрацездатний вік |
| -------- | ------- | ------------------ | ---------------- | -------------------- |
| Чоловіки | 105     | 16                 | 73               | 16                   |
| Жінки    | 100     | 19                 | 54               | 27                   |
| Разом    | 205     | 35                 | 127              | 43                   |